# Stephen Clark Foster
Stephen Clark Foster (Machias, 1820 – 28 gennaio 1898) è stato un politico statunitense, 5° sindaco di Los Angeles.